# فانس دروموند
فانس دروموند، (2 فبراير 1927 - 17 أيار 1967) هو طيار أسترالي من مواليد نيوزيلندا، شارك في الحرب الكورية وحرب فيتنام. وكان في بداياته يخدم في الجيش النيوزيلندي ولكنه انضم إلى القوات الجوية الملكية الأسترالية لاحقًا في عام 1949، وتخرج برتبة رقيب في عام 1951 . وبعد تعيينه في السرب رقم 77 في كوريا، قام حلق بمقاتلات جلوستر ميتيور، وحصل على ميدالية القوات الجوية الأمريكية بسبب مهاراته القتالية. أُسقط بواسطة ميكويان جيروفيتش ميج-15 في ديسمبر 1951، وسُجن مدة عامين تقريبًا. وبعد عودته إلى أستراليا تحول إلى قيادة الطائرات من نوع كاك سابر، وفي ديسمبر 1961 أصبح قائد طيران مع السرب رقم 75؛ فمُنح الصليب الجوي في عام 1965.
رُقّي إلى القائم بأعمال قائد الجناح في ديسمبر من عام 1965، وعُيًن في جنوب فيتنام في مهام موظفين بالقوات الجوية الامريكية. وانضم إلى سرب الدعم الجوي التكتيكي التاسع عشر التابع للقوات الجوية الأمريكية -الذي يعمل بطائرات سيسنا بيرد دوغ- مراقباً جوياً متقدماً في يوليو من عام 1966 . وفي ذلك الشهر، حصل على الصليب الجوي المتميز لدوره في إنقاذ سرية من الجنود تحيط بها قوات فيت كونغ. في أكتوبر، حصل على وسام الصليب الفيتنامي الجنوبي من جالانتري مع النجمة الفضية. تولى دراموند قيادة الفرقة رقم 3، ونقل مقاتلي داسو ميراج سوبر سونيك من ويليامتاون في نيو ساوث ويلز، في فبراير 1967. وقد اصطدمت طائرته بالبحر أثناء تدريب في 17 مايو؛ ولم يُعثَر عليه أو على الطائرة.

## النشأة والخدمة العسكرية في نيوزيلندا
هو الطفل الثالث لليونارد هنري فانس دروموند وزوجته دوروثي جوسيفين ماي، ولد في 22 فبراير 1927 في هاملتون، نيوزيلندا. وكان لديه ثلاثة إخوة وأختان. تلقى تعليمه في هاملتون وبلدة تي أواموتو، وانقطع عن الدراسة حتى يتمكن من العمل في الزراعة مع والده. تجنّد في القوات الجوية الملكية النيوزيلندية في مايو 1944، وتلقى تدريبًا في الملاحة، وتخرج من الخدمة في سبتمبر 1945. انضم إلى القوات المسلحة النيوزيلندية في مارس 1946، وبحلول تموز كان يعمل في قوة جيه فورس، مساهمة نيوزيلندا في قوة الاحتلال البريطاني للكومنولث في اليابان.
بالعودة إلى نيوزيلندا في أكتوبر 1948، حاول دروموند أن ينضم إلى القوات الجوية النيوزلندية باعتباره طياراً متدرباً، لكن اعتُبر عمره أكبر مما ينبغي، فقدم بنجاح إلى القوات الجوية الملكية الأسترالية فتجند في أغسطس 1949. توفي شقيقه فريدريك أغنيو فانس دروموند (1921-1941) أثناء الخدمة مع القوات الجوية الأسترالية خلال الحرب العالمية الثانية.

## قائد طائرة سابر
بعد عودته إلى أستراليا، قام دروموند بدورة الملاحة المتقدمة. في أبريل 1954، كان واحدًا من بين ستة بحارة قاموا برحلة طائرات للتخريج من سيل الشرقية في فيكتوريا -موطن مدرسة الملاحة الجوية التابعة للقوات الجوية الأسترالية- إلى نيوزيلندا في أفرو لينكولن. بعد ذلك كلِّف بمهام الطيران مع وحدة التدريب رقم 2 في ويليامتاون، حيث أكمل دورة المعلمين القتاليين رقم 3. رُقّي دروموند إلى ملازم طيران في 30 مايو 1955. وفي 9 سبتمبر، تزوج من مارغريت باكهام، وهي كاتبة قانونية، في كنيسة القديس بطرس الإنجيلية، نيوكاسل، وأنجب الزوجان بابن.

## حرب فيتنام

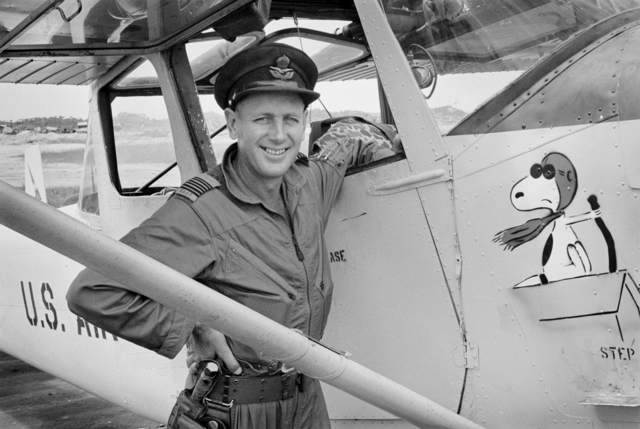
دروموند واقفًا إلى جانب طائرته «سنوبي» من نوع سيسنا بيرد دوغ في شهر أغسطس من عام 1966

في 16 ديسمبر 1965، رُقّي دروموند إلى القائم بأعمال قائد الجناح، وعُيّن في جنوب فيتنام ضمن موظفي الفرقة الجوية الثانية التابعة للقوات الجوية الأمريكية. تمركز في سايغون لمراقبة طرق النقل الجوي والاستطلاع والهجوم البري والدفاع الجوي. وفي يوليو 1966 -وفقًا للتاريخ الرسمي للقوات الجوية الأسترالية في حرب فيتنام- انضم إلى سرب الدعم الجوي التكتيكي التاسع عشر مراقبًا جويًا متقدمًا (FAC)، وحلّق في طائرة من طراز سيسنا بيرد دوغ ذات مقعدين تدعى «سنوبي».
في مساء 24 يوليو 1966، بعد أن قام بالتحليق ذلك اليوم، طُلب من دروموند وطيّاره في القوات الأمريكية مساعدة سرية من الجنود المحاصَرين من قبل قوات فييت كونغ. خلال الليل وحتى الساعات الأولى من الصباح التالي، في مواجهة إطلاق نيران كثيفة مضادة للطائرات، حددوا مواقع العدو ووجههوا الدعم الجوي إلى أن وصلت قوات صديقة. بحلول نهاية المهمة، كان طاقم «بيرد دوغ» قد طار لمدة 11 ساعة في عدة طلعات. تم التوصية بـ«دراموند» للصليب الجوي المتميز (دي إف سي) (DFC) لما لديه من «شجاعة فائقة وتفان غير أناني في الخدمة». في مهمة أخرى في سبتمبر، قاد دروموند دورية تابعة لقوات الولايات المتحدة للعمل مع قوة من قوات التحالف، وقد استولى الأمريكيون على علم العدو وسلموه لاحقًا إلى دروموند الذي أرسله إلى أستراليا، حيث قدمت زوجته وممثله العلم إلى النصب التذكاري للحرب الأسترالية في كانبيرا، ونال دروموند على الصليب الفيتنامي الجنوبي لغالانتري مع النجمة الفضية في مهمته في 27 أكتوبر. أنهى واجباته مع القوات الجوية الأمريكية في فيتنام في الشهر التالي، بعد أن قام ب 381 طلعة جوية.

## الحادث المميت والتحقيق
أصبح دروموند القائم بأعمال قائد الجناح مثبّتًا في 1 يناير 1967. وتولى قيادة الفرقة رقم 3 في 3 فبراير. عاد مؤخرًا إلى ويليامزتاون عقب أداء واجبه في مطار بيترورث، ماليزيا، قام دروموند بدورة تدريبية في ميدان السراب رقم 9 مع الوحدة رقم 2 لتحويل العمليات، بدءًا من 10 أبريل. عندما كان في تدريب قتالي على علو مرتفع مع ثلاثة طائرات أخرى في 17 مايو، غرقت طائرته في البحر حوالي 50 ميلًا بحريًا (93 كيلومتر) شمال شرق بلدة ويليامتاون. لم يبدِ دراموند أي تحذير، ولم تتعرض الطائرة لأي فشل هيكلي واضح. فتّشت الطائرات الأخرى المنطقة ولكنها لم تكتشف سوى بقعة نفط، وقد استمر البحث الجوي والبحري لعدة أيام دون أن يحدد مكان دروموند أو طائرته.
حققت المحكمة في الحادث في عدة تفسيرات محتملة من بينها مشكلات في المحرك وخلل في نظام الأكسجين وعجز الطيار. وقد وجد أن الطائرة كان صالحة للاستخدام قبل التحليق. كما نظر التحقيق في قدرة دراموند على الطيران ولياقته البدنية. وأشار إلى انه كان طياراً فوق المتوسط يتمتع «بقدرات قيادية استثنائية» على أساس التقييم الوظيفي والتقييم من قبل القوات الأمريكية خلال جولته الأخيرة في فيتنام . وقد شهد المسؤول بأن دروموند قد قُيّم بشكل كامل منذ أربعة أشهر وكان مؤهلا للطيران دون قيد أو شرط.